# Jens Holstad
Jens Holstad, född 30 januari 1889 i Kristiania (nuvarande Oslo), död 6 oktober 1961 i Drammen, var en norsk skådespelare.
Holstad filmdebuterade 1912 i Adam Eriksens Anny – en gatepiges roman. Han var mestadels aktiv under 1930- och 1940-talen och gjorde sammanlagt tolv filmroller, den sista 1944 i Ti gutter og en gjente. Vid sidan av filmen var han också aktiv inom teatern där han var engagerad vid Det Nye Teater mellan 1920- och 1950-talen. Han var också engagerad vid Nationaltheatret.

## Filmografi
- 1912 – Anny – en gatepiges roman
- 1926 – Baldevins bryllup
- 1932 – Lalla vinner!
- 1935 – Du har lovet mig en kone!
- 1936 – Vi bygger landet
- 1937 – By og land hand i hand
- 1939 – Gjest Baardsen – en norsk Lasse-Maja
- 1940 – Tørres Snørtevold
- 1941 – Den kärleken, den kärleken!
- 1941 – Hansen og Hansen
- 1941 – Gullfjellet
- 1944 – Ti gutter og en gjente